# サンフォード (ノースカロライナ州)
サンフォード（英: Sanford）は、アメリカ合衆国ノースカロライナ州の都市。リー郡の郡庁所在地である。人口は3万0261人（2020年）。

## 歴史
サンフォードはC・O・サンフォードにちなんで名付けられた。サンフォードは鉄道の土木技師であり、サンフォード市となった場所の基礎を築いた地域を通る鉄道建設の提唱者だった。
サンフォードはリー郡にあり、リー郡は1907年に周辺3郡の一部を併せて結成された。この新郡を作る時にサンフォードとジョーンズボロが地域の主要な町だった。この2つの町のどちらを郡庁所在地とするかを決めず、新しい郡庁舎を2つの町の中間に置くことが決められた。時を経て、リー郡は国内で唯一田舎の住所に郡庁舎がある郡となった。20世紀後半、サンフォードの町が成長して、ジョーンズボロを併合するまでになった。ジョーンズボロの町はジョーンズボロハイツとなり、町の名としてサンフォードが使われた。
サンフォードがある地域は、アメリカ独立戦争や南北戦争のときに重要な役割を果たした。具体的にはハウス・イン・ザ・ホースシューやエンダー溶鉱炉がある場所に関するものである。その後の時代には石炭、褐色砂岩、レンガの重要な生産元となった。特に褐色砂岩とそれで作るレンガでは国内でも重要な建材提供者となった。
2014年10月21日、サンフォードは市長のチェット・マンが出席して、中国の宜興市と正式な姉妹都市関係を設定した。同市は中華人民共和国江蘇省無錫市に位置する県級市である。
レキシントン市内には次のアメリカ合衆国国家歴史登録財に指定されるものがある。
| - バッファロー長老派教会と墓地 - サンフォード中心街歴史地区 - 東サンフォード歴史地区 - ユーフロニア長老派教会 - ファリッシュ・ラムベス邸 - ホーキンス・アベニュー歴史地区 - リー・アベニュー歴史地区 - リー郡庁舎 | - リー郡訓練学校 - ジョン・D・マッキバー農園 - 鉄道官舎 - ローズマウント・マッキバー公園歴史地区 - 旧サンフォード高校 - シーボード・ミリング・カンパニー - テンプル劇場 |

## 地理
サンフォード市は北緯35度28分33秒 西経79度10分32秒 / 北緯35.475881度 西経79.175463度 (35.475881, -79.175463)に位置している。ノースカロライナ州の見かけ上真ん中にあることで知られている。州の地理重心はモンゴメリー郡のスター町にある。
アメリカ合衆国国勢調査局に拠れば、市域全面積は24.2平方マイル (62.6 km2)であり、このうち陸地24.1平方マイル (62.3 km2)、水域は0.1平方マイル (0.26 km2)で水域率は0.33%である。

## 人口動態
以下は2010年の国勢調査による人口統計データである。
| 基礎データ - 人口: 28,518 人 - 世帯数: 8,550 世帯 - 人口密度: 372.5人/km2（1243 人/mi2） - 住居数: 9,223 軒 - 住居密度: 147.9軒/km2（383.2 軒/mi2） 人種別人口構成 - 白人: 55.87% - アフリカン・アメリカン: 29.19% - ネイティブ・アメリカン: 0.50% - アジア人: 1.06% - 太平洋諸島系: 0.03% - その他の人種: 11.93% - 混血: 1.41% - ヒスパニック・ラテン系: 19.03% | 年齢別人口構成 - 18歳未満: 27.1% - 18-24歳: 10.5% - 25-44歳: 30.3% - 45-64歳: 19.9% - 65歳以上: 12.2% - 年齢の中央値: 33歳 - 性比（女性100人あたり男性の人口） - 総人口: 97.5 - 18歳以上: 94.8 世帯と家族（対世帯数） - 18歳未満の子供がいる: 34.5% - 結婚・同居している夫婦: 46.0% - 未婚・離婚・死別女性が世帯主: 17.9% - 非家族世帯: 31.0% - 単身世帯: 26.1% - 65歳以上の老人1人暮らし: 9.4% - 平均構成人数 - 世帯: 2.64人 - 家族: 3.15人 | 収入と家計 - 収入の中央値 - 世帯: 34,804米ドル - 家族: 39,447米ドル - 性別 - 男性: 30,527米ドル - 女性: 23,393米ドル - 人口1人あたり収入: 17,038米ドル - 貧困線以下 - 対人口: 17.1% - 対家族数: 14.8% - 18歳未満: 21.4% - 65歳以上: 13.0% |

## 法と政府
サンフォード市は市政委員会・マネジャー方式の政府を採用している。市政委員会は1人の市長と7人の委員で構成され、それぞれ任期は4年間である。委員のうち5人は小選挙区から選ばれ、2人は市全体を選挙区に選ばれている。

## 経済
サンフォード市は海浜の白砂がピードモント台地の粘土と出逢う場所にあるので、レンガを大量に製造するための原料に恵まれている。1959年、サンフォードで国内レンガ生産量の10%を生産しており、「アメリカ合衆国のレンガ首都」と言われた。今日もジェネラル・シェイルやリー・ブリック・アンド・タイルなどの会社が大量生産を続けている。
サンフォードでは繊維も生産している。近年はワイス・バクシンズ、別名ファイザーがバイオテクノロジーを導入し、2006年には地域大規模雇用主になった。
グリーンズボロ、リサーチ・トライアングル（ローリーとダーラム）、ファイエットビル各都市圏からほぼ等距離にあり、経済のために地域を通じて製造、サービス、住宅を供給できる好都合な位置づけである。
その他の大規模雇用主には次のものがある。
- 3M
- エアー・システム・コンポーネント Inc.
- アロテック Inc.
- ブロードウェイ・ハードウェア
- キャタピラー Inc.
- カロライナ中央病院
- コティ Inc.、化粧品と香料製造メーカー
- イーデルブロック LLC
- フロンティア・スピニング・ミルズ
- GKN、自動車部品
- ホームズ・バイ・ヴァンダービルト
- マニエッティ・マレリ、自動車部品
- モーエン、水栓金具
- ムーアズ・マシーン・カンパニー
- ペントエア・アクアティックス
- ピルグリムズ・コープ
- ファイザー
- プレシジョン・キャストパーツ・コーポレーション
- Re/Max リアル・エステイト・サービス、不動産
- スタティック・コントロール・コンポーネンツ、レーザープリンターのトナー・カートリッジのために静電防止機器と部品を製造
- タイソン・フーズ

## メディア

### 新聞
市内の新聞は「サンフォード・ヘラルド」であり、1930年から連続して発行されている。ケンタッキー州パデューカを本拠とするパクストン・メディア・グループが所有しており、下記のホーナー家の3世代によって運営されてきた。
- W・E・ホーナー・シニア、設立者、出版者
- ウィリアム・E・ホーナー・ジュニア、出版者（1991年-1998年）
- ビル・ホーナー3世、現出版者

「サンフォード・ヘラルド」は週6日発行され、オーディット・ビュロー・オブ・サーキュレーションとノースカロライナ・プレス・アソシエーションのメンバーである。
サンフォード市とリー郡の他の部分には、アペックス（ウェイク郡）を本拠とするピーク・メディア・グループが運営するオンライン新聞のリー郡スター・トリビューンがある。

### ラジオ
- WFJA クラシックヒットとオールディーズ 105.5MHz FM
- WWGP 1050kHz AM  – カントリー、スワップショップとローカルニュース
- W204AV 88.7MHz – アメリカン・ファミリー・レイディオ、クリスチャン
- WDCC 90.5MHz – バラエティ、中央カロライナ・コミュニティカレッジが所有
- WLHC-FM 103.1MHz – ポップスタンダード
- WDSG 107.9MHz – ビーチ/オールディーズ/ゴスペル
- WXKL 1290kHz – ゴスペル

## 教育
中央カロライナ・コミュニティカレッジのリー郡キャンパスがサンフォード市内にある。このカレッジは様々な学科で学位、卒業証書、証明書を与えており、カレッジと学校南部協会のカレッジ委員会、ノースカロライナ州教育委員会、カレッジと学校南部協会の認証を得ている。
サンフォード市内には、リー郡高校、リー・アーリー・カレッジ（中央カロライナ・コミュニティカレッジのキャンパス内）、サザン・リー高校の3高校がある。リー郡高校はリー・シニアとも呼ばれる。サザン・リー高校とリー・アーリー・カレッジは2005年から2006年の教育年度に開校した。リー・アーリー・カレッジはでは4年ないし5年の教程で高校の卒業証書を得られるだけでなく、准学士号も得られる。
中学校はウェストリー、イーストリー、サンリーの3校がある。サンリー中学校は2008年から2009年の教育年度に開校した。オルタナティブ学校として、ブラッグ通りアカデミーは7年生から11年生を教えている。
小学校は6校ある。すなわちB・T・ブロック、ブロードウェイ、ディープリバー、グリーンウッド、J・グレン・エドワーズ、J・R・イングラム・ジュニアの各小学校である。オプションとして年中運営されるトラムウェイ小学校もある。以上がリー郡教育学区の運営する公立学校である。
私立学校としては、モンテッソリ学校であるグリフィン・アカデミーがあり、就学前の年齢から5年生までを教えている。グレース・クリスチャン学校とリー・クリスチャン学校は就学前から12年生までを教える。チャータースクールのプロビジョンズ・アカデミー、ウォーレン・ウィリアムズ子供開発センターは幼稚園前の児童を受け入れ、フロイド・L・ナイト子供センターは重度の障害がある児童を教育している。
隣接するサザンパインズの町にはオニール学校があり、サンフォードからは送迎バスがある。幼稚園前から12年生までを教えている。

## 交通

### 空港
ローリー・エグゼック・ジェットポート（コード: TTA）、元の「サンフォード・リー郡空港」がサンフォードの北東約7マイル (11 km) にあり、アメリカ国道1号線を介して行くことができる。2000年に開港されて、サンフォード・リー郡ブリック飛行場の代替空港となり、レクリエーション用にも企業用にも使われている。

### 主要高規格道路
- アメリカ国道:
  - アメリカ国道1号線、一部はジェファーソン・デイヴィス・ハイウェイ、またホーキンス・アベニューとも呼ばれる
  - アメリカ国道15号線
  - アメリカ国道421号線、ホーナー大通りとも呼ばれる
  - アメリカ国道501号線
- ノースカロライナ州道:
  - ノースカロライナ州道42号線
  - ノースカロライナ州道78号線
  - ノースカロライナ州道87号線

### 鉄道
- CSXトランスポーテーション
- ノーフォーク・サザン鉄道
- アトランティック・アンド・ウェスタン鉄道、短線
- アトランティック・アンド・ヤドキン鉄道

### 公共輸送機関
リー郡交通システムがサンフォード市とリー郡の輸送サービスを行う共同交通システムである。

### 自転車道と歩道
- マリーン・トゥ・フロリダのアメリカ自転車道1号線が、サンフォード市中心街とリー郡を通っている
- 半マイル（800m) のグリーンウェイがキワニス・ファミリー公園にあり、さらに追加部分が開発中である
- サン・リー公園には、数マイルのマウンテンバイク・トレイルがあり、中級者や上級者に対応している。他にもハイキング道は中心街から数マイルである[15]

## 文化

### 博物館
- 鉄道ハウス博物館

### 芸能
- テンプル劇場
- リー郡コミュニティ・オーケストラ
- ハート・オブ・カロライナ・ジャズ協会
- A&R スタジオ

## 著名な出身者
- エーミィ・ダーマス、元プロレスラー、ディーヴァ、リングネームはリタ、現在はバンドのボーカル、ジョージア州アトランタ在住
- ハーディー・ボーイズプロレスのタッグチーム、兄のマット・ハーディーがサンフォード病院で生まれた、兄弟とも数か月市内に住んだ